# Morti nel 1993/Settembre
| Questa pagina contiene informazioni ricavate automaticamente dalle voci biografiche con l'ausilio del template Bio e di un bot. L'aggiornamento è periodico e automatico e ricostruisce completamente la pagina. Se manca una persona in questa lista, sei pregato di non aggiungerla, ma accertati piuttosto che la sua voce biografica contenga il template Bio e che i dati anagrafici siano correttamente compilati. Se il template Bio manca, inseriscilo tu stesso o, in alternativa, metti l'avviso {{tmp\|Bio}} che ne segnala la mancanza. Se i dati riportati sono sbagliati, correggi direttamente la voce biografica; le modifiche saranno visibili in questa lista entro pochi giorni. Per chiarimenti vedi il progetto biografie. La lista contiene solo le 108 persone che sono citate nell'enciclopedia e per le quali è stato implementato correttamente il template Bio. Pagina aggiornata al 3 mar 2024. |

- 1º settembre - Fritz Cremer, scultore e grafico tedesco (n. 1906)
- 1º settembre - Pietro Lorenzini, calciatore italiano (n. 1907)
- 1º settembre - Aleksej Vachonin, sollevatore sovietico (n. 1935)
- 3 settembre - David Brown, imprenditore britannico (n. 1904)
- 3 settembre - Dragotin Cvetko, musicologo sloveno (n. 1911)
- 4 settembre - Tommy Cheadle, calciatore inglese (n. 1919)
- 4 settembre - Edoardo Facduelle, militare e politico italiano (n. 1902)
- 4 settembre - Hervé Villechaize, attore francese (n. 1943)
- 5 settembre - Baek Du-jin, politico sudcoreano (n. 1908)
- 5 settembre - Vladimiro Caminiti, giornalista, scrittore e poeta italiano (n. 1932)
- 5 settembre - Margaret Furse, costumista britannica (n. 1911)
- 5 settembre - Virgilio Mortari, compositore e direttore artistico italiano (n. 1902)
- 5 settembre - Claude Renoir, direttore della fotografia francese (n. 1913)
- 5 settembre - Erwin Schüle, militare e magistrato tedesco (n. 1913)
- 5 settembre - Antonio Torres, cestista cileno (n. 1932)
- 5 settembre - John Truscott, attore, costumista e scenografo australiano (n. 1936)
- 7 settembre - Hall Bartlett, regista, produttore cinematografico e sceneggiatore statunitense (n. 1922)
- 7 settembre - William Gillock, compositore e musicista statunitense (n. 1917)
- 7 settembre - Bruno Giorgi, scultore brasiliano (n. 1905)
- 7 settembre - Hugo Christiaan Hamaker, fisico olandese (n. 1905)
- 7 settembre - Christian Metz, semiologo e critico cinematografico francese (n. 1931)
- 7 settembre - Maria Pinnone, modella italiana (n. 1954)
- 7 settembre - Gábor Zsiborás, calciatore ungherese (n. 1957)
- 8 settembre - Peter Higgins, velocista britannico (n. 1928)
- 8 settembre - Michele Sce, matematico italiano (n. 1929)
- 9 settembre - Milorad Mitrović, calciatore jugoslavo (n. 1908)
- 9 settembre - Helen O'Connell, conduttrice televisiva e cantante statunitense (n. 1920)
- 10 settembre - Garnet Ault, nuotatore canadese (n. 1905)
- 10 settembre - Alfredo Bianchi, politico e sindacalista italiano (n. 1929)
- 10 settembre - Rita Karin, attrice polacca (n. 1919)
- 10 settembre - Hanno-Walter Kruft, storico dell'arte tedesco (n. 1938)
- 10 settembre - Meinrad Miltenberger, canoista tedesco (n. 1924)
- 11 settembre - Erich Leinsdorf, direttore d'orchestra austriaco (n. 1912)
- 12 settembre - Antonio Balasso, aviatore italiano (n. 1919)
- 12 settembre - Raymond Burr, attore canadese (n. 1917)
- 12 settembre - Roy Clark, attore neozelandese (n. 1903)
- 12 settembre - Charles Lamont, regista statunitense (n. 1895)
- 12 settembre - Sidney Lanfield, regista, musicista e cabarettista statunitense (n. 1898)
- 12 settembre - Bianca Pittoni, politica italiana (n. 1904)
- 13 settembre - Austregésilo de Athayde, giornalista, saggista e docente brasiliano (n. 1898)
- 13 settembre - Pavel Kouba, calciatore cecoslovacco (n. 1938)
- 14 settembre - Geo Bogza, poeta, saggista e giornalista rumeno (n. 1908)
- 14 settembre - Erling Kongshaug, tiratore a segno norvegese (n. 1915)
- 15 settembre - Edmondo Bernacca, generale e meteorologo italiano (n. 1914)
- 15 settembre - Pietro Carapellucci, tenore, cantore e direttore di coro italiano (n. 1922)
- 15 settembre - Pino Puglisi, presbitero e educatore italiano (n. 1937)
- 15 settembre - Maurice Yaméogo, politico burkinabé (n. 1921)
- 16 settembre - Pietro Barilla, imprenditore italiano (n. 1913)
- 16 settembre - Mario Follieri, politico italiano (n. 1913)
- 16 settembre - František Jílek, direttore d'orchestra ceco (n. 1913)
- 16 settembre - Henri LaBorde, discobolo statunitense (n. 1909)
- 16 settembre - Oodgeroo Noonuccal, poetessa, attivista e artista australiana (n. 1920)
- 16 settembre - Rok Petrovič, sciatore alpino sloveno (n. 1966)
- 16 settembre - Miguel Ángel Rugilo, calciatore argentino (n. 1919)
- 16 settembre - Onesto Silano, calciatore italiano (n. 1911)
- 17 settembre - James Griffith, attore statunitense (n. 1916)
- 17 settembre - Willie Mosconi, giocatore di biliardo statunitense (n. 1913)
- 17 settembre - Viktor Petrovič Nikonov, politico sovietico (n. 1929)
- 17 settembre - Christian Nyby, regista e montatore statunitense (n. 1913)
- 18 settembre - Vittorio Cervone, politico italiano (n. 1917)
- 18 settembre - Edoardo Faieta, attore e wrestler statunitense (n. 1928)
- 18 settembre - Aris Konstantinidis, architetto greco (n. 1913)
- 18 settembre - František Krištofík, calciatore slovacco (n. 1920)
- 18 settembre - Henrietta Leaver, modella statunitense (n. 1916)
- 19 settembre - Art Burris, cestista statunitense (n. 1924)
- 19 settembre - Antonio José Frondosa, arcivescovo cattolico filippino (n. 1909)
- 19 settembre - Joseph Iléo, politico della Repubblica Democratica del Congo (n. 1921)
- 19 settembre - Marcel Mariën, poeta, saggista e fotografo belga (n. 1920)
- 20 settembre - Erich Hartmann, aviatore tedesco (n. 1922)
- 20 settembre - Aždar Ibragimov, regista sovietico (n. 1919)
- 21 settembre - Fernand Ledoux, attore francese (n. 1897)
- 21 settembre - Gustavo Vinay, medievista italiano (n. 1912)
- 22 settembre - Maurice Abravanel, musicista, compositore e direttore d'orchestra statunitense (n. 1903)
- 22 settembre - Giovanni Cappelletti, presbitero e scrittore italiano (n. 1921)
- 22 settembre - Marcello Modiano, imprenditore e politico italiano (n. 1914)
- 22 settembre - Mihai Tänzer, calciatore rumeno (n. 1905)
- 23 settembre - Arnaldo Bartoli, pittore italiano (n. 1900)
- 23 settembre - Renato Cebrelli, politico italiano (n. 1923)
- 23 settembre - Francesco Foglia, partigiano, presbitero e militare italiano (n. 1912)
- 23 settembre - Koichi Hirakida, nuotatore giapponese (n. 1938)
- 23 settembre - Héctor Morales, calciatore e allenatore di calcio ecuadoriano (n. 1944)
- 23 settembre - Robert Tocquet, parapsicologo, docente e scrittore francese (n. 1898)
- 24 settembre - Francesco Coniglio, politico italiano (n. 1916)
- 24 settembre - Zita Johann, attrice, regista teatrale e insegnante austro-ungarica (n. 1904)
- 24 settembre - Bruno Pontecorvo, fisico italiano (n. 1913)
- 24 settembre - Ian Stuart Donaldson, musicista e cantante britannico (n. 1957)
- 25 settembre - Willy Fitz, calciatore austriaco (n. 1918)
- 25 settembre - John Moores, imprenditore e filantropo inglese (n. 1896)
- 25 settembre - Scoop Posewitz, cestista statunitense (n. 1908)
- 25 settembre - Manlio Scopigno, allenatore di calcio e calciatore italiano (n. 1925)
- 26 settembre - Nina Nikolaevna Berberova, scrittrice russa (n. 1901)
- 26 settembre - Friedrich Kaiser Depel, vescovo cattolico tedesco (n. 1903)
- 26 settembre - Edith Meiser, attrice e librettista statunitense (n. 1898)
- 26 settembre - John Pennel, astista statunitense (n. 1940)
- 27 settembre - Paolo Caldarella, pallanuotista italiano (n. 1964)
- 27 settembre - Jimmy Doolittle, generale e aviatore statunitense (n. 1896)
- 27 settembre - Lucio Mayer, ingegnere e dirigente pubblico italiano (n. 1911)
- 27 settembre - Milan Muškatirović, pallanuotista jugoslavo (n. 1934)
- 28 settembre - Gerda Leo, fotografa tedesca (n. 1909)
- 28 settembre - Boris Naščёkin, regista sovietico (n. 1938)
- 28 settembre - Dumitru Pavlovici, calciatore rumeno (n. 1912)
- 29 settembre - Gordon Douglas, regista statunitense (n. 1907)
- 29 settembre - Tatjana Gsovsky, coreografa russa (n. 1901)
- 29 settembre - Eugenio Pagnini, pentatleta italiano (n. 1905)
- 30 settembre - Ronnie Aldrich, pianista e arrangiatore britannico (n. 1916)
- 30 settembre - Corrado Deodato, aviatore e militare italiano (n. 1918)
- 30 settembre - Novella Parigini, pittrice italiana (n. 1921)
- 30 settembre - Carlo Vinci, animatore statunitense (n. 1906)